# Fellbach (Simssee)
Der Fellbach ist ein Fließgewässer im Gebiet der Gemeinde Riedering im bayerischen Landkreis Rosenheim. Er entsteht bei Wolferkam, fließt in Gräben weitgehend nordwestlich. Bei Obermühl nimmt er von rechts den Zufluss des Albersberger Bachs auf, bevor im weiteren Verlauf noch den Zulauf des Großbachs aufnimmt, um schließlich bei Pietzing in einem Schwemmtrichter in den Simssee zu münden.